# Torsten Frings
Torsten Frings (Würselen, 22 november 1976) is een Duits voetbalcoach en voormalig betaald voetballer.

## Spelersloopbaan
Frings doorliep de laatste jaren van de jeugdopleiding van Alemannia Aachen, waarvoor hij van 1994 tot en met 1996 vervolgens in de Regionalliga uitkwam. In januari 1997 haalde Werder Bremen hem voor het eerst naar de Bundesliga. Frings speelde op 6 mei 2000 mee in de finale van de strijd om de DFB-Pokal, waarin Werder Bremen met 3-0 verloor van FC Bayern München door treffers van Giovane Élber, Paulo Sérgio en Mehmet Scholl.
Na zes jaar in Bremen verleidde Borussia Dortmund Frings tot een overstap, maar na twee jaar daar en nog één bij FC Bayern München keerde hij in 2005 terug naar Werder Bremen. In het seizoen 2008/09 speelde hij zijn 250e competitieduel voor de club. Tevens is hij de speler met de meeste Europese wedstrijden voor Werder (87). In 2011 tekende hij een contract voor anderhalf jaar bij Toronto FC, waar hij na een slepende heupblessure zijn actieve carrière als voetballer in 2013 zou besluiten.
Op 27 februari 2001 debuteerde hij tegen Frankrijk in het Duits voetbalelftal, waarvoor hij 79 interlands speelde. Frings maakte deel uit van de Duitse nationale selectie tijdens onder meer het WK 2002 en WK 2006.
| WK-statistieken                  | Club          | Positie      | W |   |   | D | A |   |   |   |
| -------------------------------- | ------------- | ------------ | - | - | - | - | - | - | - | - |
| Duitsland op het WK voetbal 2006 | Werder Bremen | Middenvelder | 1 | 0 | 0 | 1 | 0 | 0 | 0 | 0 |

## Trainersloopbaan
Direct na zijn voetbalpensioen werd Frings assistent-trainer van Viktor Skrypnyk bij de beloftes van Werder Bremen in 2013. Toen Robin Dutt een jaar later werd ontslagen promoveerde zowel Skrypnyk als Frings naar het eerste elftal. Beide trainers werden op 18 september 2016 ontslagen wegens tegenvallende resultaten. Frings werd op 27 december 2016 aangesteld bij SV Darmstadt 98, zijn eerste aanstelling als hoofdcoach. In december 2017 werd hij ontslagen.

## Erelijst
Werder Bremen
- DFB-Pokal

1999

## Persoonlijk
Frings is getrouwd met Petra, met wie hij twee kinderen kreeg.